# Caractère de titrage

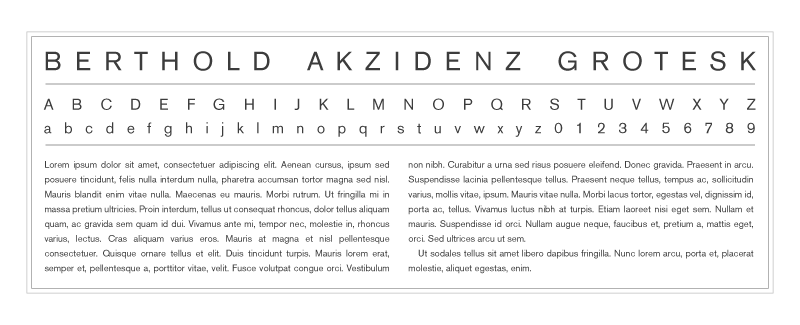
Un exemple de caractère de titrage.

Un caractère de titrage est une police de caractères principalement destinée à être utilisée dans les titres, par opposition aux caractères de labeur servant dans le corps d’un texte. Les caractères de titrage apparaissent à la fin du XVIIIe siècle et au début du XIXe siècle avec le développement de la presse écrite : auparavant, on n’utilisait dans les intitulés des articles que des caractères communs agrandis.
Répondant à une exigence de grande lisibilité à distance, ils se composent de lettres massives avec beaucoup de graisse, présentant souvent des empattements larges et carrés qui rappellent les lourdes machines de l’Ère industrielle naissante dans laquelle ils surgissent, ce qui vaut à beaucoup de polices de ce genre d’être appelées « mécanes » par Maximilien Vox quand il établit la classification Vox-Atypi.
Un bon exemple de caractère de titrage est le Clarendon dessiné par Robert Besley en 1845 pour la Fann Street Foundry et qui a depuis lors beaucoup servi pour les titres sur les pochettes de disques de jazz et de blues, notamment. Bifur, dessiné par Cassandre en 1929, est également une police de genre, très décorative dans un texte court mais pénible à lire dans de longs tapuscrits.